# Целлер, Вольфганг
Во́льфганг Це́ллер (нем. Wolfgang Zeller; 12 сентября 1893, Бизенроде, Саксония-Анхальт — 11 января 1967, Берлин) — немецкий композитор и кинокомпозитор.

## Биография
Вольфганг Целлер родился в семье викария. Музыкой занимался ещё в детстве — в 8 лет обучался игре на виолончели, а в школьные годы стал пробовать сам писать музыку. После получения аттестата зрелости в Потсдаме Целлер посещал уроки мюнхенского скрипача Феликса Бергера и, в Берлине, композитора Жан Поля Эртеля. В годы Первой мировой войны служил солдатом, получил ранение и был комиссован.
После войны Целлером были созданы его первые серьёзные произведения — оркестровая музыка, камерная музыка и песни. А вскоре после получения должности скрипача в народном театре он начал писать музыку для сцены и сам дирижировать (1921—1929 годы). Создавать музыку для фильмов Вольфганг Целлер начал после знакомства с художницей и режиссёром Лоттой Райнигер. Первой его работой стала музыка к немому мультфильму Лотты — «Приключения принца Ахмеда» 1926 года. После он работал и с другими режиссёрами, в том числе — с Хансом Кисером (фильм Лютер) и Вальтером Руттманом (Melodie der Welt (Мелодия мира) — первый полнометражный музыкальный фильм Германии). После этого Вольфганг полностью переключился на работу кинокомпозитора. Среди других его работ тех лет — музыка к фильмам «Вампир», «Атлантида», «Остров демонов» и множество документальных и короткометражных фильмов. Успех сделал его одним из самых популярных кинокомпозиторов своего времени.
Несмотря на то, что Целлер никогда не состоял в НСДАП, во времена национал-социализма в Германии он работал в команде Эмиля Яннингса, и кроме «нейтральных» фильмов им была написана музыка к ряду пропагандистских (в том числе антисемитских) кинолент, например, «Еврей Зюсс», «Старый и юный короли» и «Правитель». Среди других фильмов этого периода — кинокомедия «Разбитый кувшин» 1937 года (по одноимённой пьесе Генриха фон Клейста), биографический фильм «Андреас Шлютер» 1942 года о немецком зодчем эпохи раннего барокко, «Иммензее» — мелодрама 1943 года на основе одноимённой новеллы Теодора Шторма и другие.
В послевоенные годы Вольфганг Целлер работал на студии ДЕФА, писал музыку к фильмам «Брак в тени» Курта Метцига, «Моритури» Ойгена Йорка, «Последняя ночь», «Куда ходят поезда», «Мост», «Дело в тебе» и другим. Среди работ этого периода есть и несколько антифашистских фильмов. В 1950-е годы создал музыкальное сопровождение для многих документальных фильмов, в том числе для «Серенгети не должен умереть» Михаэля Гржимека, удостоенного в 1959 году премии «Оскар» за лучший документальный полнометражный фильм и Deutscher Filmpreis.
Последней работой композитора стала музыка к фильму 1966 года «Кошка и мышь» — по одноимённому произведению Гюнтера Грасса. 11 января 1967 года в возрасте 73 лет Вольфганг Целлер умер в Берлине. Его могила находится на Целендорфском лесном кладбище в Берлине.